# El hombre en la Luna
El hombre en la Luna (en inglés: The Man in the Moone) es una novela de ciencia ficción escrita por Francis Godwin, publicada póstumamente en 1638. En esta obra, Godwin no sólo se declara creyente de la teoría heliocéntrica, sino que adopta los principios de la ley de gravitación universal como suponer que el peso disminuye cuando aumenta la distancia a la Tierra. 
La historia está escrita en primera persona desde la perspectiva de Domingo González; el autor ficticio del libro. En su discurso de apertura al lector, el igualmente ficticio traductor promete «un ensayo de fantasía, donde la invención se muestra junto al juicio».
Algunos críticos consideran la obra, junto con Somnium de Kepler, como una de las primeras obras de ciencia ficción. Igualmente gozó de popularidad internacional, con unas veinticinco ediciones en cuatro idiomas publicadas hasta 1768. Esta sirvió como fuente de inspiración para muchas otras obras, entre las que se incluyen Historia cómica de los estados e imperios de la luna de Cyrano de Bergerac y Los viajes de Gulliver de Jonathan Swift (que era pariente lejano de Godwin); donde el idioma laputano puedo haber sido influenciado por esta novela.

## Ediciones y traducciones
El impresor de la primera edición de El hombre en la luna se identifica en la portada como John Norton, y los vendedores como Joshua Kirton y Thomas Warren. Existe una copia superviviente de la primera edición, conservada en el Museo Británico (ahora Biblioteca Británica C.56.c.2), una segunda copia en la Biblioteca Bodleiana (Ashm. 940(1)) y una tercera copia en la Biblioteca Nacional de Francia (ahora RES P-V-752 (6)). 
A la segunda edición, publicada en 1657, se añadió el Nuncius Inanimatus de Godwin (publicado por primera vez en 1629). La tercera edición se publicó en 1768; con una introducción del impresor Nathaniel Crouch en la que realiza una descripción de la Isla Santa Elena y el texto se presenta resumido.
Jean Baudoin la tradujo y publicó en lengua francesa bajo el título L'Homme dans la Lune en 1648, eliminando las secciones de la narrativa sobre el cristianismo lunar, y siendo editada cuatro veces más. Esta traducción fue la base de la edición alemana, publicada bajo el título Der fliegende Wandersmann nach dem Mond en 1659. Johan van Brosterhuysen la tradujo al neerlandés, siendo editado siete veces en los Países Bajos entre 1645 y 1718.
Grant McColley lo edita en 1937, incluyendo el Nuncius Inanimatus, edición criticada por Kathleen Tillotson por carecer de coherencia y cuidado textual.

## Recepción

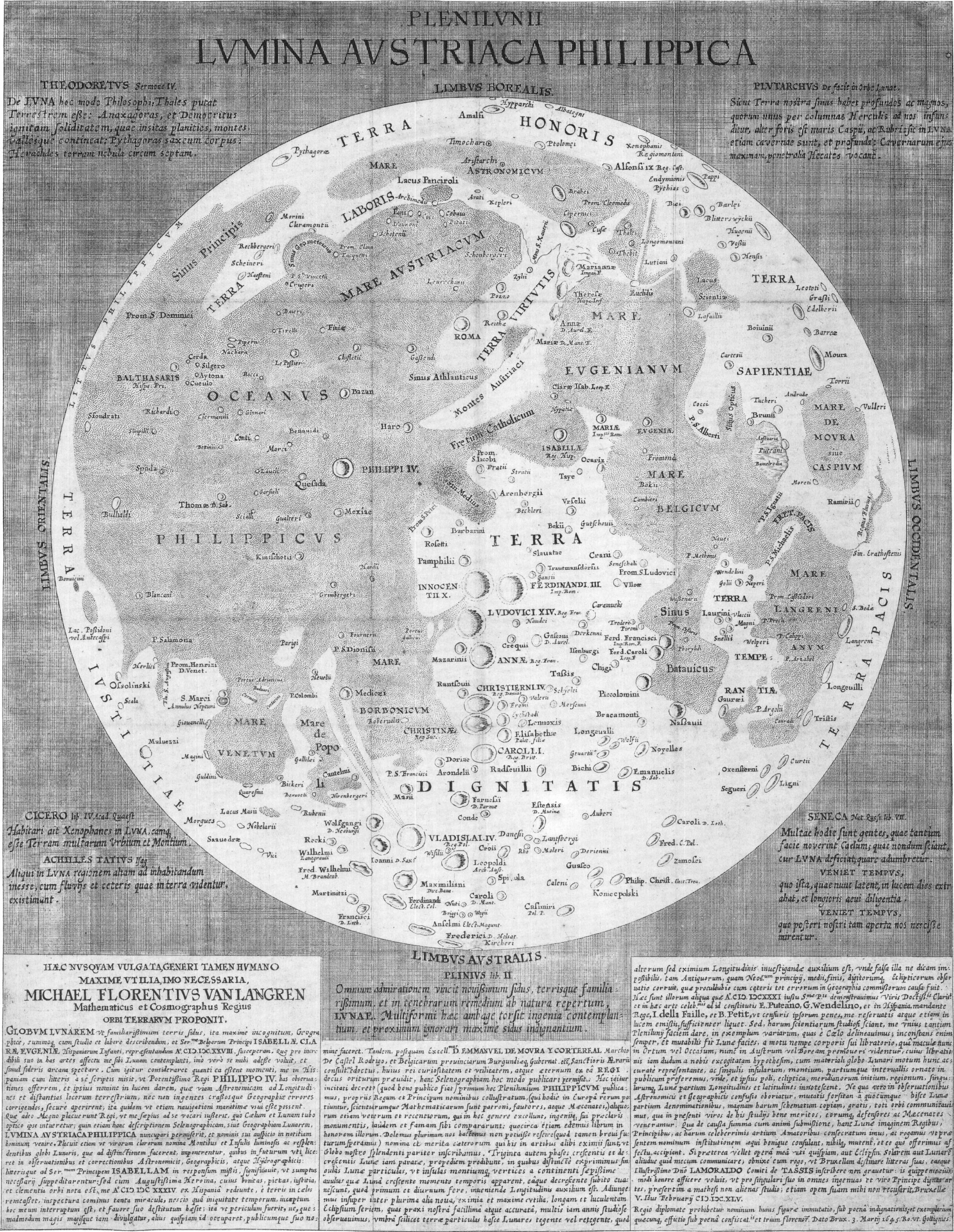
Mapa de la Luna publicado por Langren en 1645.

El hombre en la luna fue publicado cinco meses después de El descubrimiento de un mundo en la luna de John Wilkins, más tarde obispo de Chester. Wilkins se refiere a Godwin una vez, en una discusión sobre las manchas en la luna, pero no al libro de Godwin. En la tercera edición de El descubrimiento (1640), sin embargo, Wilkins proporciona un resumen del libro de Godwin, y más tarde en Mercurio, o el secreto y veloz mensajero (1641) comenta sobre El hombre en la luna y El mensajero inanimado, diciendo que «el texto anterior podría utilizarse para desbloquear los secretos de este último».  
Esta novela se convirtió rápidamente en una «fuente de humor y parodia» internacional. Cyrano de Bergerac, utilizando la traducción de Jean Baudoin de 1648, lo parodió en Historia cómica de los estados e imperios de la luna (1657), donde el viajero de Cyrano se encuentra con González, que todavía está en la luna, «degradado al estado de mono mascota». Aphra Behn le parodia en su farsa El Emperador de la Luna (1687).
Esta obra fue una de las inspiraciones para Sizigias y cuadraturas lunares ajustadas al meridiano de Mérida de Yucatán por un antíctona o habitador de la luna (1775) de Manuel Antonio de Rivas, considerado el primer texto de ciencia ficción publicado en América.  
Michael van Langren, en su mapa de la superficie lunar de 1645 nombró Gansii al cráter Halley; en homenaje a los gansos de esta novela.